# Едуард Вінкельманн
Едуа́рд-А́вгуст Ві́нкельманн (нім. Eduard-August Winkelmann; 25 червня 1838 — 10 лютого 1896) — німецький історик, доктор філософії, спеціаліст з середньовічної історії Німеччини. Народився у Данцигу, Пруссія. Навчався у Берлінському (1856—1858) і Геттінгенському університетах (1858—1859). Учень Леопольда фон Ранке. Працював у Ревельській соборній школі (з 1860),  Дерптському (з 1866, приват-доцент),  Бернському (з 1869, професор), Гейдельберзькому університетах (1873). Член-кореспондент  Товариства історії і старожитностей Остзейських провінцій Росії (1867), Баварської академії наук (1873), Геттінгенської академії наук (1880). Президент Вченого естонського товариства (1867—1869). Помер у Гейдельберзі, Німеччина.

## Біографія
Вінкельманн народився 25 червня 1838 року в Данцигу, Пруссія. Він був сином золотаря Карла-Августа Вінкельманна і Лаури-Аделаїди Ульріх.
Вінкельманн закінчив Данцигську гімназію, після чого у 1856 — 1858 роках вивчав історію у Берлінському університеті у Леопольда фон Ранке, а 1858 — 1859 роках студіював у Геттінгенському університеті у Георга Вайца. Під час навчання він став членом Брунсвізького студентського товариства.
1859 року Вінкельман отримав наукове звання доктора філософії, захистивши докторську дисертацію в Берлінському університеті з історії Сицилійського королівства.
Вінкельманн працював над упорядкуванням Monumenta Germaniae Historica.
1860 року Вінкельманн став старшим учителем в Ревельській соборній школі.
1866 року він був габілітований у Дерптському університеті й отримав посаду приват-доцента.
1867 року став членом-кореспондентом Товариства історії і старожитностей Остзейських провінцій Росії
У 1867—1869 роках Вінельманн був президентом Вченого естонського товариства при Дерптському університеті, після чого став його почесним членом.
1869 року Вінкельманн став професором історії в Бернському університеті.
1873 року Вінкельманн успадкував кафедру історії Ваттенбаха в Гейдельберзькому університеті, а також став членом-кореспондентом Баварської академії наук.
1880 року Вінкельманна обрали членом-кореспондентом Геттінгенської академії наук
Вінкельманн помер 10 лютого 1869 року в Гейдельберзі.

## Праці

### Дисертація
- De regni Siculi administratione, qualis fuerit regnante Friderico II. Romanorum imperatore, Jerusalem et Siciliae rege. Berolini: Schade, 1859.

### Монографії. Статті
- Geschichte Kaiser Friedrichs des Zweiten und seiner Reiche 1212–1235. 2 Bände. Mittler & Sohn u. a., Berlin u. a. 1863–1865, Digitalisat Bd. 1 [Архівовано 22 вересня 2015 у Wayback Machine.], Digitalisat Bd. 2 [Архівовано 5 березня 2016 у Wayback Machine.].
- Bibliotheca Livoniae historica. Systematisches Verzeichnis der Quellen und Hülfsmittel zur Geschichte Estlands, Livlands und Kurlands. Commissionäre der Kaiserlichen Akademie der Wissenschaften, St. Peterburg u. a. 1870 (2., verbesserte und sehr vermehrte Auflage. Weidmann, Berlin 1878, Digitalisat [Архівовано 17 лютого 2010 у Wayback Machine.]).
- Philipp von Schwaben und Otto IV. von Braunschweig. 2 Bände. Duncker & Humblot, Leipzig 1873–1878;
  - Band 1: König Philipp von Schwaben. 1197–1208 (= Jahrbücher der Deutschen Geschichte. Bd. 19, 1). 1873, Digitalisat;
  - Band 2: Kaiser Otto IV. von Braunschweig, 1208–1218 (= Jahrbücher der Deutschen Geschichte. Bd. 19, 2). 1878, Digitalisat.
- als Herausgeber: Des Magisters Petrus de Ebulo Liber ad honorem Augusti. Nach der Originalhandschrift für akademische Uebungen herausgegeben. Duncker & Humblot, Leipzig 1874.
- Sicilische und päpstliche Kanzleiordnungen und Kanzleigebräuche des XIII. Jahrhunderts. Für academische Übungen zusammengestellt. Wagner, Innsbruck 1880, Digitalisat.
- als Herausgeber: Acta imperii inedita saeculi XIII et XIV. Urkunden und Briefe zur Geschichte des Kaiserreichs und des Königreichs Sizilien. 2 Bände. Wagner, Innsbruck 1880–1885;
  - Band 1: In den Jahren 1198 bis 1273. 1880, Digitalisat;
  - Band 2: In den Jahren 1200 bis 1400. 1885.
- Geschichte der Angelsachsen bis zum Tode König Aelfreds (= Allgemeine Geschichte in Einzeldarstellungen. Hauptabteilung 2: Geschichte des Mittelalters. Theil 3). Grote, Berlin 1883.
- Urkundenbuch der Universität Heidelberg. Zur fünfhundertjährigen Stiftungsfeier der Universität. 2 Bände. Winter, Heidelberg 1886;
  - Band 1: Urkunden. 1886, Digitalisat [Архівовано 16 липня 2011 у Wayback Machine.];
  - Band 2: Regesten. 1886, Digitalisat [Архівовано 16 липня 2011 у Wayback Machine.].
- Kaiser Friedrich II. 2 Bände. Duncker & Humblot, Leipzig 1889–1897;
  - Band 1: 1218–1228 (= Jahrbücher der Deutschen Geschichte. Bd. 20, 1). 1889, Digitalisat;
  - Band 2: 1228–1233 (= Jahrbücher der Deutschen Geschichte. Bd. 20, 2). 1897, Digitalisat.